# Turn Around
Turn Around е единствениият сингъл от компилацията с най-добри песни „Love Sensuality Devotion: The Greatest Hits“ на немската ню ейдж/електронна група Енигма. Песента е издадена на 17 септември 2001 от Virgin Records/EMI.

## Песни
- Сингъл с 2 песни:

1. Turn Around (Radio Edit) – 3:53
2. Gravity of Love (Chilled Club Mix) – 5:27

- Сингъл с 3 песни и видеоклип:

1. Turn Around (Radio Edit) – 3:53
2. Turn Around (Northern Lights Club Mix) – 10:40
3. Gravity of Love (Chilled Club Mix) – 5:27
4. Turn Around Multimedia Track